# Polyrhachis dives
Polyrhachis dives é uma espécie de formiga do gênero Polyrhachis, pertencente à subfamília Formicinae.